# Cardcaptor Sakura
Cardcaptor Sakura (カードキャプターさくら Kādokyaputā Sakura?, traducerea în română este „Sakura, Stăpâna Cărților Magice” sau „Sakura, Capturatoarea de Cărți”) este o serie manga și anime (desen animat japonez) creat de grupul japonez CLAMP. Serialul conține 70 de episoade (grupate în 3 serii) și 3 filme, primele două de câte o ora, iar al treilea de 10 minute.

## Poveste
Este povestea unei eleve obișnuite de clasa a IV-a, care a deschis într-o zi o carte misterioasă numită „The Clow”. Aceasta conținea niște cărți (un pic mai mari decât dimensiunea cărților de joc) care s-au împrăștiat în oraș. Gardianul cărților Clow, Kereberos, o informează pe Sakura că de-acum trebuie să găsească cărțile (fiecare carte având viață și puteri ascunse) altfel un dezastru va lovi lumea. Sakura, împreună cu Tomoyo (prietena ei cea mai bună) și Syaoran (un elev din Hong Kong care este de asemenea îndrăgostit de Sakura) pornesc în căuturarea cărților.

## Personaje

### Personje principale
Sakura Kinomoto
Sakura este o elevă din clasa a IV-a obișnuită, dar printr-o aventură plină de magie și dragoste își dă seama că e o fată foarte norocoasă. Totul a început când Sakura a găsit cartea „The Clow”, care apartinea unui mare vrăjitor numit Clow Reed. Deschizând cartea din greșeală, carțile au fost eliberate în toată regiunea. Tot atunci îl întâlnește pe Kereberos (gardianul cărților Clow), Sakura îi spune Kero. În acel moment Sakura devine o „CardCaptor”. Ea locuiește cu tatăl ei și cu fratele ei mai mare (care se dovedește că are și el puteri magice). Mama ei murise când era mică, dar nu-i duce lipsa. Ei îi e frica de fantome.
Kero (Kereberos)
Kero este gardianul cărților Clow. Este un mâncăcios și îi place să mânânce lucruri dulci. Se dă mare dar ar face orice ca s-o apere pe Sakura.
Tomoyo Daidouji
Tomoyo este o fată foarte draguță și generoasă care este colegă de clasă cu Sakura. Ea provine dintr-o familie foarte bogată, mama ei deține o fabrică de jucării. Cu toate acestea este foarte talentată. Când descoperă că Sakura este o CardCaptor i se pare minunat și vrea să creeze tot felul de costume pentru ea. Ea face asta pentru că ține mult la Sakura.
Syaoran Li
Syaoran provine din familia Li. El vine din Hong Kong dar este și o rudă îndepărtată al lui Clow Reed. De mic a fost învățat artele marțiale pentru a se apăra la nevoie. El vine in Japonia cu motivul de a găsi toate carțile Clow dar cu cât trece timpul, cu atât își dezvoltă un sentiment de dragoste pentru Sakura.

### Personaje secundare
Toya Kinomoto
Toya este fratele mai mare al Sakurei.El mereu o cicălește pe Sakura și o face de râs.Are și el puteri magice si nu-i prea place de Shaoran.
Fujitaka Kinomoto
Fujitaka este tatăl Sakurei.
Yukito Tsukishiro
Yukito este prietenul lui Toya si un băiat foarte drăguț.Sakura este foarte îndrăgostită de el.Dar nimeni nu știe că el este identitatea falsă a lui Yue.
Yue
Yue este celalalt gardian al cartilor Clow.In chineza, Yue inseamna ,,luna,,.El apare cand toate cartile Clow sunt colectate.Yue conduce Ultima Judecata(THE LAST JUDGEMENT)in care va fii numit urmatorul maestru si proprietar al Cartilor Clow.
Eriol Hiiragizawa
Eriol este reincarnarea lui Clow Reed.El este din Anglia.La inceput ii face numai probleme Sakurei dar are un motiv foarte bun si se dovedeste a fi o persoana buna.
Meiling Li
Meiling este verisoara lui Syaoran.De cand erau mici au locuit impreuna iar Meiling la supravegheat si s-a indragostit de el.Ei doi si-au promis ca ea va fi logodnica lui cat timp Syaoran nu va gasi o fata care sa-i placa foarte mult.